# إدوارد جي. فلين
إدوارد جي. فلين هو محامي وسياسي أمريكي، ولد في 22 سبتمبر 1891 في نيويورك في الولايات المتحدة، وتوفي في 18 أغسطس 1953 في دبلن في جمهورية أيرلندا. نشط حزبياً في الحزب الديمقراطي. وقد انتخب عضو جمعية ولاية نيويورك ‏ وانتخب Sheriff of Bronx County, New York ‏.